# Östra Odarslöv
Östra Odarslöv is een plaats in de gemeente Lund, in de Zweedse provincie Skåne län en het landschap Skåne. De plaats heeft 69 inwoners (2000) en een oppervlakte van 7 hectare.